# Ngemplak (ort i Indonesien)
Ngemplak är en ort i Indonesien.   Den ligger i provinsen Jawa Tengah, i den västra delen av landet, 500 km öster om huvudstaden Jakarta. Ngemplak ligger 143 meter över havet och antalet invånare är 23 750.
Terrängen runt Ngemplak är lite kuperad. Runt Ngemplak är det mycket tätbefolkat, med 6 241 invånare per kvadratkilometer. Närmaste större samhälle är Surakarta, 12,7 km öster om Ngemplak. Omgivningarna runt Ngemplak är en mosaik av jordbruksmark och naturlig växtlighet.